# Constantino Bodino
Constantino Bodino (em grego medieval: Κωνσταντίνῳ Βοδίνῳ/Βοδίνου; romaniz.: Konstantinos Bodino; em búlgaro: Константин Бодин; romaniz.: Konstantin Bodin) reinou sobre a Dóclea de 1081 a 1101 e foi czar da Bulgária sob o nome de Pedro III (em búlgaro: Петър III; romaniz.: Petăr III) por um breve período em 1072 depois que a nobreza búlgara em Escópia se revoltou contra o Império Bizantino e proclamou Constantino seu líder como descendente da dinastia dos cometópulos. Seu reinado terminou quando ele foi capturado pelos bizantinos no ano seguinte. Em 1078, Constantino voltou para Dóclea e ascendeu ao trono depois que seu pai, Miguel Vojislau, faleceu em 1081. Durante seu reinado, as relações da Dóclea com o papado melhoraram e Constantino conseguiu um arcebispado para seu país. A data de seu nascimento é desconhecida; a de sua morte é incerta, mas pode-se situá-la depois de 1108.

## Origens
Constantino Bodino era o sétimo filho do rei Miguel Vojislau, o primeiro rei de Dóclea, com sua esposa Neda Monômaco. Ele era bisneto do imperador Samuel da Bulgária. Entre seus avós estavam Estêvão Vojislau, príncipe de Dóclea, e Cossara, uma parente de Samuel. Sua mãe era sobrinha do imperador bizantino Constantino IX Monômaco (r. 1042–1055).

## Imperador da Bulgária
Em 1072, os nobres búlgaros iniciaram uma revolta em Escópia (Skopje) contra o Império Bizantino sob a liderança de Jorge, o Boitaco (Georgi Vojteh), o exarca da cidade. Os rebeldes pediram ajuda ao rei Miguel e ofereceram a um de seus filhos, descendentes dos cometópulos, o trono búlgaro.
No outono de 1072, Constantino Bodino, sétimo filho de Miguel, chegou a Prizren com 300 soldados e encontrou Jorge, o Boitaco e os outros representantes da nobreza búlgara. Ali mesmo o coroaram "imperador dos búlgaros" e deram-lhe o nome de "Pedro III", uma referência ao imperador canonizado Pedro I (m. 970) e Pedro II Deliano (que havia liderado a primeira grande revolta contra os bizantinos em 1040-1041).
Enquanto isso, o duque bizantino de Escópia, Nicéforo Caranteno, marchou para Prinzen com um exército, mas foi substituído antes da batalha por Damião Dalasseno, o que destruiu o moral das tropas prestes a enfrentarem os sérvios. O exército rebelde estava agrupado em duas divisões: a primeira, liderada por Bodino, marchou para Naísso; a outra, sob o segundo-em-comando, voivoda Petrilo, seguiu para Castória (Kastoria) via Ácrida (Ohrid).
Petrilo tomou Ácrida e Devol sem ter que combater, mas foi derrotado em Castória, onde o bizantino de origem eslava Bóris David comandava um contingente búlgaro, e obrigado a fugir "para as inacessíveis montanhas". As tropas de Bodino tomaram Naísso e começaram a saquear a região, abusando de seus súditos búlgaros, o que foi muito mal visto por Boitaco. Quando os bizantinos, liderados por Saronita, marcharam para Escópia, Bodino não se preocupou e Boitaco teve que se render sem oferecer resistência. Uma guarnição bizantina foi instalada na cidade e o general bizantino seguiu para Naísso, capturando Bodino e enviando-o primeiro para Constantinopla e depois para Antioquia, onde ele passou muitos anos. Boitaco, por sua vez, morreu no caminho.
Quando Miguel soube da captura do filho, enviou o general bizantino Langobardópulo, que era seu prisioneiro e era também casado com uma de suas filhas, para resgatá-lo. Porém, ele desertou para o lado bizantino.

## Rei da Dóclea

Dóclea em sua máxima extensão

Em 1078, os marinheiros venezianos libertaram Constantino Bodino e o entregaram a seu pai. Pouco depois, em 1081, Miguel morreu e Constantino o sucedeu como rei.
Até 1085, ele e seus irmãos suprimiram a revolta de seus primos, os filhos de Radoslau, irmão de Miguel, na Zupania de Zeta, e Constantino Bodino se consolidou no trono. Em contraste com sua anterior oposição ao Império Bizantino, Constantino apoiou os bizantinos durante a invasão de Roberto Guiscardo e seus normandos a Dirráquio em 1081 (Batalha de Dirráquio), mas nada fez, deixando os normandos tomarem a cidade. 
Nessa época, Constantino se casou com a filha de um nobre pró-normando de Bari (no sul da Itália, então dominado pelos normandos). As relações de Constantino Bodino com o ocidente incluía seu apoio ao papa Urbano II em 1089, o que lhe assegurou uma grande concessão: a elevação do bispo de Bar à posição de arcebispo, o primeiro sérvio a assumir o posto na história.
Constantino Bodino tentou manter o intacto reino alargado deixado por seu pai. Para isso, ele realizou uma campanha na Bósnia e na Ráscia, instalando Estêvão como bano na primeira e seus sobrinhos, Marco (Marko) e Bolcano, como zupanos na última. Os dois príncipes eram irmãos de Petrislau, meio-irmão de Constantino, que tinha governado a Ráscia entre 1060 e 1074. Não obstante, após a morte de Roberto Guiscardo em 1085, Constantino teve que enfrentar novamente o Império Bizantino, que recuperou Dirráquio e se preparava para punir o rei da Dóclea por ter tomado partido dos normandos. 
A companhia bizantina contra a Dóclea ocorreu entre 1089 e 1091 e pode ter conseguido capturar Constantino Bodino por uma segunda vez. Ainda que o reino tenha sobrevivido, os territórios mais distantes, como a Bósnia, a Ráscia e a Zaclúmia se separaram sob seus próprios governantes. Não se sabe exatamente o que se passou na Dóclea, mas é possível que tenha ocorrido uma guerra civil durante o suposto cativeiro de Constantino. A rainha Jakvinta perseguiu sem piedade todos os pretendentes ao trono, incluindo o primo de Constantino, Branislau, e sua família. Depois de muitas execuções e exílios, a igreja conseguiu impedir que a dissensão se transformasse numa guerra civil.
No inverno de 1096-1097, os cruzados de Raimundo IV de Toulouse foram bem recebidos por Bodino em Escodra. Com a morte de Constantino em 1101 (ou possivelmente em 1108), a Dóclea foi tragada novamente pela guerra civil pela sucessão.

## Família
Com sua mulher Jacinta de Bari (Jakvinta), Constantino Bodino teve vários filhos, entre os quais:
1. Miguel II Vojislau, rei da Dóclea de 1101 a 1102
2. Jorge (Đorđe), rei da Dóclea por volta de 1118 e novamente entre 1125 a 1127.